# Музей Шелбурна
Музей Шелбурна (англ. Shelburne Museum) — музей под открытым небом, и одновременно музей искусства, который находится в Шельбурне, Вермонт, США. Территория музея включает 39 выставочных зданий (дома, сараи, магазин игрушек, маяк, тюрьма, универсальный магазин, крытый мост, пароход Ticonderoga), где экспонируются около 3900 произведений, 25 из них являются историческими и перенесены из других мест. Музей Шелбурн является местом для коллекции американского народного искусства XVII—XX веков. В музее представлены разноплановые коллекции, относящиеся к тами категориям, как искусство и дизайн, быт и ремёсла, а также так называемая «американа» (англ. Americana) — различные артефакты, имеющие отношение к американской популярной культуре.
Вся территория музея занимает 180000 м² и расположена недалеко от озера Шамплейн.
Музей был основан в 1947 году коллекционером американского искусства, дочерью Генри Осборна Хавемейера и Луизин Элдер Хавемейер, Электрой Хавемейер Уэбб. Создавая музей, Уэбб стремилась получить «образовательный проект, разнообразный и живой»  и целенаправленно собирала экспонаты только американской народной тематики. Все коллекции Шелбурна выставлены в деревенской обстановке исторической архитектуры Новой Англии с акцентом на ландшафте, который собрал в себя около 400 разновидностей сирени, большой циклический сад, огороды с лечебными травами и семейными реликвиями, а также многолетние сады.
Позднее в 2013 году начал свою работу центр искусства и образования Pizzagalli с двумя галереями, аудиторией и классной комнатой. В отличие от основного кампуса, который эксплуатируется только в теплое время года (с середины мая по октябрь), центр Pizzagalli и музейный магазин открыты круглый год.

## Предпосылки возникновения музея
Во время второй промышленной революции в США растёт потребность в квалифицированных работниках, для чего открывается множество инженерно-технических колледжей. В сложившихся условиях появляется и начинает укрепляться средний класс, что приводит к финансовому подъёму населения.
Финансовый подъём приводит к быстрому изменению в промышленности и производству новых товаров для покупателя. Такие изменения в жизни американцев дают им возможность улучшить условия своего проживания (покупать новую одежду, машины, дома, текстиль и мебель для дома, игрушки для детей, посуду), а всё старое превращалось в ненужный мусор. В сельской местности, как в штате Вермонт, процесс переселения и перехода от старого к новому протекал более медленно.
Как во многих странах, так и в Соединенных Штатах Америки, 19 век заполнился тем, что огромное внимание было приковано к предметам старины. Однако страны Западной Европы обладали бо́льшим количеством как старинных сооружений, так и произведений искусства и старины, в отличие от США, так как государство было довольно молодым. По этим причинам у американских коллекционеров возникает стремление сохранить и приумножить своё небольшое наследие.
Стремление сохранить некоторые старинные предметы разделял с основательницей музея Шелбурна, Уильям Стюард Вебб (бизнесмен и свёкор Электры Уэбб), который покупал и собирал повозки, брички, дилижансы и кареты. Коллекция Уильяма Уэбб в дальнейшем также стала частью музея Шелбурна. Все имеющиеся сбережения госпожа Электра Хавемейер направила на сохранение не только старинных вещей, но и образцы промышленности, заброшенные жилые и хозяйственные постройки, храмы.

## Коллекции музея
Создавая основу коллекций экспонатов музея, Электра Уэбб основывалась на своё стремление сохранить как можно больше предметов народного творчества.
Электра Хевемайер начала собирать не только произведения искусства стран Западной Европы, но и предметы искусства художников США. Ко всем произведениям добавились необычные предметы культуры жителей Соединенных Штатов, как одеяла, шитые ковры, куклы, бытовые и декоративные изделия из металлов и керамики.
Артефакты, представленные в музее Шелбурна, дают представление о мастерстве и художественной ценности предметов, изготовленных и использованных тремя столетиями американцами. Все, кто посещает музей, может испытать эти объекты в галереях и исторических залах, а также в интерактивных выставках и демонстрациях. Торговые, транспортные, сельскохозяйственные артефакты наглядно демонстрируют промышленное развитие Америки с 18 по начало 20 веков. Эти коллекции становятся всё более популярными для региональной аудитории из разных слоёв общества, поскольку экономика понемногу отодвигается от сельского хозяйства и мелкого производства.
В музее Шелбурна представлена коллекция примерно в 150 000 предметов, что является одной из самых богатых и разнообразных коллекций в США.
- Коллекция народного искусства Шелбурна включает 1400 приманок[англ.] для диких птиц, 175 рекламных вывесок и торговых знаков, которые представляли десятки различных профессий, 120 флюгеров и 50 фигур для карусели.
- Коллекция цирка включает 600 исторических плакатов, писем и памятных вещей от П. Т. Барнума, а также 3500 вручную вырезанных предметов для цирка братьев Ринглинг, Барнума и Бейли[14]. Специально созданное здание на территории музея воссоздаёт в миниатюрных 112 аттракционах шоу цирка Роя Арнольда «Дикий Запад Буффало Билла», цирк Янки, братьев Ринглинг и цирк Барнума и Бейли[14][15]. Музей сохранил 600 цирковых афиш, циркового оборудования и даже старинные образцы переписки.
- Текстильная коллекция включает 770 постельных принадлежностей, а также 500 одеял, 400 ковриков с крючками из сшитых тканей, текстиль для повседневного домашнего использования (1800 предметов из кружева и постельное бельё) и 2800 костюмов и аксессуаров.
- 6650 экземпляров насчитывает декоративно-прикладная коллекция музея. Это предметы из стекла, керамики, оловянные изделия, металлические предметы, скримшоу[16] и одна из лучших в стране коллекций расписной мебели XVIII и XIX веков[17].
- Коллекция игрушек включает более 1000 кукол, 27 кукольных домиков и 1200 кукольных аксессуаров, которые представлены в миниатюре. Редкая коллекция американских и европейских игрушек датируется началом 19-го века[18].
- Коллекцию из 225 конных повозок, представленных в отдельном здании музея, Мерри Феррел (куратор транспортных средств в Музее искусства, истории и карет Лонг-Айленда) назвал одной из лучших в стране[19].
- Коллекция приспособлений для металлообработки, выплавки, ткачества, прядения и работы по дереву насчитывает 1000 сельскохозяйственных орудий и 5000 ручных инструментов.
- В музее занял своё место и медицинский отдел — кабинет врача и фармацевтический производственный цех начала 20 века. Кабинет врача был создан по образцу оригинального кабинета известного в Вермонте врача Д. К. Джарвиса[20].
- В музее выставлено около 3200 американских гравюр, картин, рисунков и графики[21], отражающих повседневную жизнь американцев. Американские работы включают в себя произведения Бирштадта[22], Кассатта[23], Чейза, Копли, Джон Синглтон , Гомера[24], Истмена Джонсона[25], Фитц Генри Лейна, Пето и Эндрю Уайета[25]. Также в музее удалось собрать картины и пастели из знаменитой коллекции Havemeyer[26]:
  - Эдуар Мане . «В саду», 1870 год.
  - Уинслоу Хомер . «Дойка коров», около 1875 года.
  - Эдуар Мане . «Гранд канал» или «Синяя Венеция», 1874 год.
  - Эдуар Мане . «Натюрморт с посудой и рыбой», 1869 год.

С 1960 года, после смерти Уэбб, коллекции развивались с акцентом на народное искусство.

## Здания музея
Коллекционные вещи Электра Хевемайер решила выставлять в соответствующих им зданиях и сооружениях.
Магазин аптекаря, пляжный домик и галерея, типография Ben Lane, кирпичный дом, каслтонская тюрьма, дом для встреч у Шарлотты, здание цирка, маяк рифа в Колчестере, крытый мост, дом из Дорсета, дом Даттона, мемориальное здание Electra Havemeyer Webb, универмаг, текстильная галерея шляп и ароматов, подковообразный амбар с пристройкой, центр искусства и образования Pizzagalli, галерея Pleissner, дом Prentis, железнодорожный вагон Grand Isle, железнодорожный локомотив № 220, кафе музея Шелбурна, круглый сарай, железнодорожный вокзал с залом ожидания Шелбурн, здание школы Vergennes, дом поселенцев, сарай шейкера, дом, декорированный по трафарету, каменный дом и коптильня, Тiconderoga (пароход), магазин игрушек, дом, где собраны экспонаты в единственном экземпляре, дом Vermont, ткацкий магазин, галерея Webb, гостиница Stagecoach Inn, алмазный (узорчатый) сарай.
Все собранные коллекции представлены в 38 выставочных зданиях, а 25 из них были перенесены в музей:
- свет Колчестерского маяка 1871 года;
- три исторических и три репродукционных амбара, включая круглый сарай Vermont 1901 года;
- старинная действующая карусель;
- кузнечные и колёсные мастерские;
- ткацкий цех с действующим жаккардовым станком;
- рабочая экспозиция печатного оборудования конца XIX века;
- однокомнатный школьный дом 1840 года;
- Вермонтская тюрьма 1890 года;
- универсальный магазин 1840 год;
- лесопилка 18-го века;
- крытый мост 19-го века с двумя полосами движения и пешеходной дорожкой;
- реконструированный кабинет известного вермонтского врача Д. К. Джарвиса[20];
- железнодорожная станция 1890 года;
- паровоз 1914 года и частный вагон 1890 года.

## Музей в современном мире
После смерти Электры Хавемейер Уэбб президентом музея Шелбурна с 1960 по 1977 год был её сын Дж. Уотсон Уэбб-младший. После 1977 года Дж. Уотсон стал председателем совета директоров до 1996 года. За время своего существования музей накопил много долгов. В 1996 году были проданы предметы искусства стоимостью 30 миллионов долларов для погашения задолженностей музея. После этого события Джеймс подал в отставку. Он решил, что нарушил кодекс Американского альянса музеев, который запрещал продавать произведения искусства в иных целях, чем приобретение бо́льшего количества произведений искусства. Все полученные средства были инвестированы в создание благотворительного фонда музея. Фонд занимается коррекцией, сохранением и управлением музейными коллекциями.